# Botoroaga
Botoroaga es una comuna ubicada en el distrito de Teleorman, Rumania.

## Superficie
Posee una superficie de 100,9 kilómetros cuadrados.

## Demografía
Hasta 2021 la población era de 4588 habitantes, con una densidad de población de 45,47 habitantes por kilómetro cuadrado.